# Krępiec (Świdnik)
Krępiec, dawn. Krępiec-Kolonia – dawna wieś, od 1954 część miasta Świdnika w jego południowej części, w województwie lubelskim, w powiecie świdnickim, w gminie miejskiej Świdnik.

## Historia
Dawniej samodzielna miejscowość. Od 1867 w gminie Mełgiew w powiecie lubelskim. W okresie międzywojennym miejscowość należała do woj. lubelskim. 1 września 1933 utworzono gromadę Krępiec Kolonia w granicach gminy Mełgiew.
Podczas II wojny światowej Krępiec-Kolonię włączono do Generalnego Gubernatorstwa (dystrykt lubelski), cały czas w gminie Mełgiew. W 1943 roku liczba mieszkańców wynosiła 404.
Po II wojnie światowej wojnie Krępiec-Kolonia należała do powiatu lubelskiego w woj. lubelskim jako jedna z 26 gromad gminy Mełgiew.
W związku z reorganizacją administracji wiejskiej jesienią 1954, Krępiec kol. wszedł w skład nowo utworzonej gromady Adampol 5 października 1954. 13 listopada 1954 gromadę Adampol zniesiono w związku z nadaniem jej statusu miasta i przekształceniem w miasto Świdnik w tymże powiecie, w związku z czym Krępiec-Kolonia stał się integralną częścią miasta.